# Olaf Haakonsson
Olaf Haakonsson (ur. 1370, zm. 23 sierpnia 1387) – król Danii w latach 1376–1387 (jako Olaf II – Oluf 2.) i Norwegii w latach 1380–1387 (jako Olaf IV – Olav 4.).
Olaf był synem norweskiego króla Haakona VI i Małgorzaty I – córki Waldemara IV, króla Danii. Po śmierci dziadka w roku 1376 zajął tron Danii, mimo obietnicy złożonej przez Waldemara księciu meklemburskiemu Albrechtowi II, iż tron obejmie wspólny wnuk Albrechta i króla Waldemara, także Albrecht.
Na tron Norwegii Olaf wstąpił po śmierci swego ojca Haakona VI w 1380 roku.
Tydzień po śmierci siedemnastoletniego (i bezdzietnego) Olafa w roku 1387 jego matka Małgorzata I ogłosiła się władczynią Danii (wkrótce również Norwegii), adoptowała Eryka Pomorskiego i rozpoczęła działania dyplomatyczne, które w 1397 roku zostały uwieńczone zjednoczeniem trzech skandynawskich królestw (Danii, Norwegii i Szwecji) w Kalmarze (tzw. Unia kalmarska).